# فرانثيسكو لارجو كابييرو
فرانثيسكو لارجو كابييرو (بالإسبانية: Francisco Largo Caballero)‏ (15 أكتوبر 1869 - 23 مارس 1946) هو سياسي إسباني ونقابي. كان أحد القادة التاريخيين لحزب العمال الاشتراكي الإسباني (PSOE) واتحاد العمال العام (UGT). خلال الجمهورية الإسبانية الثانية كان وزيراً للعمل (1931-1933) في فترة السنتين الأولى. ثم شغل في (1936-1937) منصب رئيس وزراء إسبانيا خلال الحرب الأهلية الإسبانية.

## السيرة الذاتية
ولد في مدريد، ولم يستطع اكمال دراسته حيث امتهن في مجال نقش الجص، وعاش مع أمه حتى وفاتها 1896. انضم إلى اتحاد العمال العام (UGT) سنة 1890 حيث شارك في إضراب عمال البناء في نفس العام، وتمكن خلال عمله بالاتحاد من تكوين رابطة عمال الجص والتي أصبح رئيسا لها، نال أول منصب له في اتحاد العمال العام (UGT) سنة 1899، عندما تم تعيينه نائباً لأمين الصندوق، على الرغم من استمراره في ممارسة مهنة الجص.
تزوج من زوجته الأولى إيزابيل ألفاريز فرنانديز في حوالي 1890 ولديه ابن منها ولد في العام التالي، وهو ريكاردو لارجو ألفاريز. ولكن لا يُعرف عنه سوى القليل جدًا لأن والده لم يتحدث عنها مطلقًا. وفي سنة 1909 تزوج لارجو كاباليرو مرة أخرى من كونسبسيون كالفو، وانجب منها ثلاث بنات وولد، من مواليد 1912 و 1919. وفي سنة 1914 عندما كان خارج مجلس المدينة، حصل على رخصة بناء منزل عائلي متواضع جدًا، حيث انتقل للعيش فيها مع أسرته الجديدة.

## صعود الزعيم العمالي

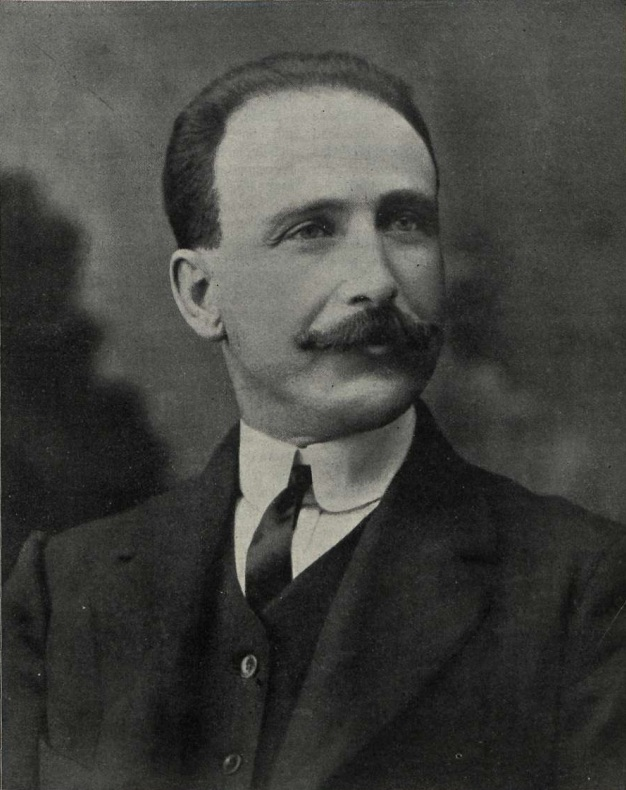
صورة لارجو كابييرو نشرت سنة 1911

انضم كابييرو إلى حزب العمال الاشتراكي الإسباني (PSOE) سنة 1893، وأصبح عضوًا في اللجنة الوطنية في مؤتمره الخامس 1899 برئاسة بابلو إغليسياس. فاز في الانتخابات البلدية بمدريد 1905، وفي 27 يناير 1907 انتخب رئيسًا لحزب العمال الاشتراكي الإسباني فرع مدريد، وهو المنصب الذي شغله حتى 1919. وفي نهاية 1905 عندما بلغ 37 عامًا ترك عمله بالجص ليتمكن من تكريس نفسه تمامًا لمجلس بلدية مدينة مدريد وبناءً على نصيحة فرع الحزب الإشتراكي في مدريد التي دفعت له إعانة بقيمة 50 بيزيتا أسبوعيًا، وهي المرة الأولى التي جمع فيها أموالا من المنظمات الاشتراكية التي ينتمي إليها. وتمكن أيضًا أن يكرس نفسه بالكامل للنشاط النقابي.
أما القفزة النوعية التالية في الحياة المهنية للزعيم العمالي كابييرو فكانت في 1908 عندما انتخب نائبا للرئيس بابلو إيغليسياس في مؤتمر اتحاد العمال العام (UGT) التاسع. ولكن حُكم عليه في العام التالي بالسجن لمدة ست سنوات ويوم واحد بتهمة إنشاء مجلس للحرب لقيادة تجمع حاشد ضد الحرب في المغرب - تلك الاحتجاجات التي قادت إلى أحداث الأسبوع المأساوي في برشلونة - ولأنه وجد في منزله ملصقات «ثورية». ومع ذلك ألغى المجلس الأعلى للحرب والبحرية الحكم. وفي سنة 1910 تم انتخابه نائباً لدائرة تشامبي [الإنجليزية] في مدريد، وذلك بفضل التحالف المشترك الذي ساهم فيه PSOE وUGT مع الجمهوريين، وهو ائتلاف عارضه إغليسياس حتى ذلك الحين.
وفي 1910 و 1911 كان هناك درجة عالية من الصراع الاجتماعي في إسبانيا والتي بلغت ذروته في إعلان UGT بالاضراب العام في سبتمبر 1911، الذي ترأس لجنته الوطنية لارجو كاباليرو لغياب بابلو إغليسياس. كان رد حكومة خوسيه كاناليخاس هو إعلان حالة الطوارئ، وإغلاق بيوت الشعب واحتجاز العديد من القادة الاشتراكيين، بما في ذلك لارجو كابييرو، لم يقبض على بابلو إيغليسياس بسبب الحصانة البرلمانية. بدأت تلك اللحظات المتعارضة عندما حدث تدخل لارجو كاباليرو العلني الأول - وتحديداً في تجمع حاشد في بيت الشعب للدفاع عن إضراب عمال مناجم الباسك وضد القمع الذي قامت به حكومة خوسيه كاناليخاس -، كان ذلك لها صدى واسع في الصحافة الاشتراكية. قاد هذا النشاط المتنامي لـ UGT حكومة كاناليخاس إلى النظر في تشريعها، والذي أدى إلى استقالة الأعضاء العشرة العاملين في معهد الإصلاحات الاجتماعية التابع لـ UGT، ومن بينهم لارجو كابييرو. وفي نهاية 1912 قُتل الرئيس كناليخاس على يد الفوضوي مانويل باردينياس، وعندما حاولوا تجريم بابلو إغليسياس كتب كابييرو في دفاعه مقالات نارية.

### فترة الحرب العظمى

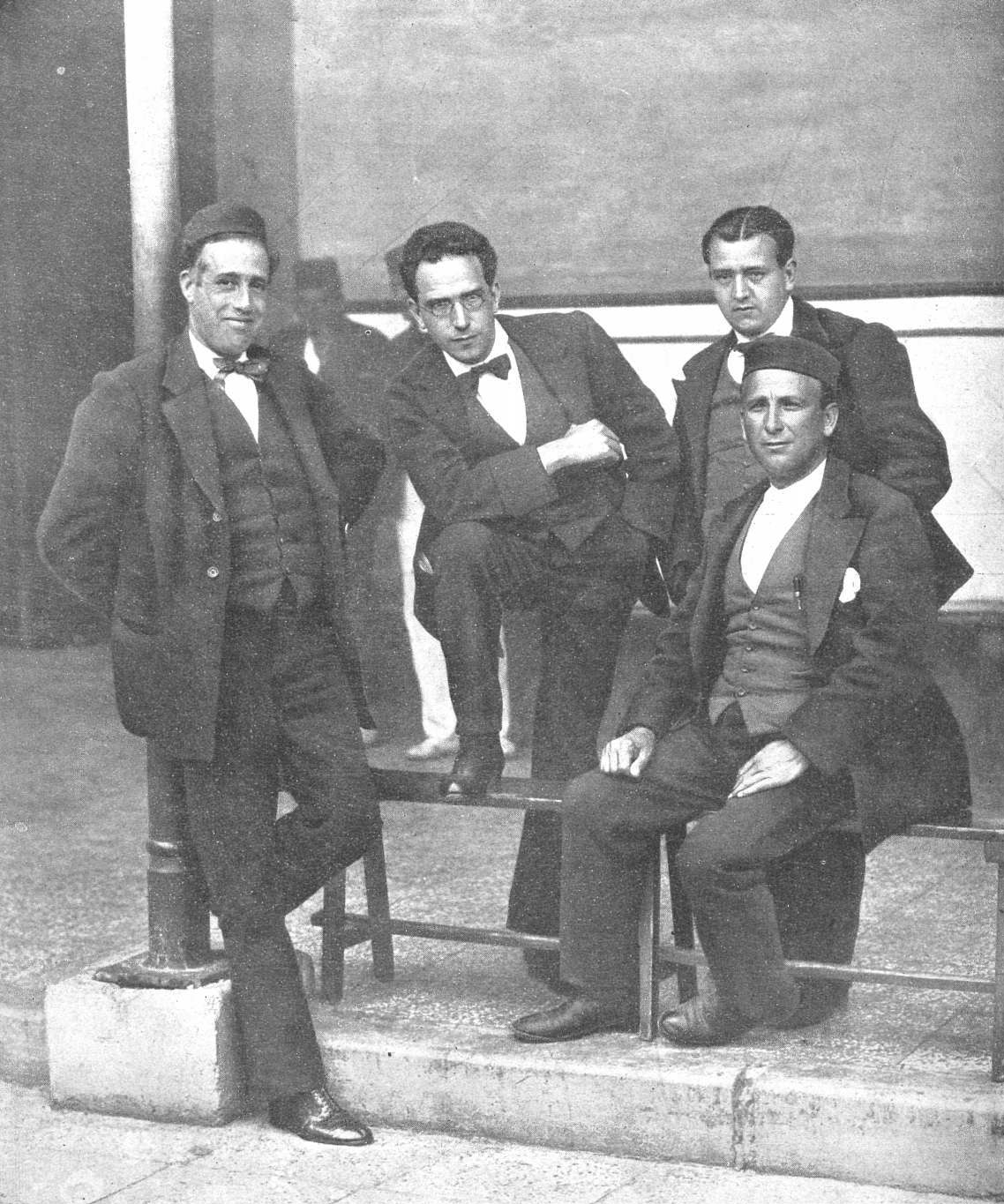
جوليان بيستيرو ودانييل أنغويانو وأندريس سابوريت ولارجو كابييرو في سجن كارتاخينا، تصوير كامبوا (1918).

شهدت UGT نموًا ملحوظًا حتى الحرب العالمية الأولى، حيث ازداد منتسبيها من 56,000 منتسب في 1904 إلى 128,000 منتسب سنة 1914، على الرغم من أنها عانت في السنوات الأربع التالية من نكسة بسيطة - بحلول نهاية الحرب في 1918، انخفض عدد المنتسبين لها إلى 89,000 شخص. بالتحديد في سنوات الحرب العظمى التي ظلت فيها إسبانيا محايدة، كان هناك أهم عمل نقابي وسياسي تم تنفيذه حتى ذلك الحين من الاشتراكية الإسبانية: إضراب 1917 العام والذي تأطر في أزمة 1917 حيث كان لكابييرو دورًا مهمًا، وهو ما ساعده لتولي منصب الأمين العام لاتحاد العمال العام UGT في العام التالي.
في 14 أغسطس 1917 أي في اليوم التالي لبدء الإضراب العام، ألقي القبض على الأعضاء الأربعة في لجنة الإضراب - لارجو كاباليرو ودانييل أنغويانو من UGT وجوليان بيستيرو وأندريس سابوريت من PSOE. ففشلت الحركة وخضعوا لمجلس حرب اتهمهم بجريمة الفتنة، وأدينوا وحكم عليهم بالسجن مدى الحياة في 29 سبتمبر 1917 ونقلوا إلى سجن في كارتاخينا. فانطلقت حملة تضامن شعبية واسعة مع المدانين إلا أنه لم تحصل على أي نتائج، حتى أدرجتهم PSOE في قوائم تحالف اليسار للانتخابات العامة في فبراير 1918، حيث تم اختيارهم بجانب بابلو إغليسياس وإندالسيو برييتو. أجبر نجاحهم في الانتخابات الحكومة على منحهم العفو في 8 مايو 1918، وشغل مقاعدهم بعد عشرة أيام.

## الأمين العام لـ UGT
في المؤتمر الثالث عشر لل UGT الذي عقد في أكتوبر 1918 انتخب لارجو كابييرو أمينا عاما، فأخذ جوليان بيستيرو منصبه السابق ليكون نائب الرئيس، حيث ظل بابلو إغليسياس العجوز والمريض رئيسا. في الشهر التالي عقد المؤتمر الحادي عشر ل PSOE حيث انتخب كابييرو ليكون عضواً في الهيئة الحاكمة الجديدة للحزب التي كانت تسمى اللجنة التنفيذية - وهي موجودة في UGT باسم «الهيئة التنفيذية للجنة الوطنية» - فجمع بين هاتين الوظيفتين مع منصب نائب بالكورتيس ومع وظيفة عضو في معهد الإصلاح الاجتماعي التي دمجت في وزارة العمل الجديدة التي أنشئت في مايو 1920. دافع لارجو كابييرو عن تكتيك التدخل في كل من المؤسسات وفي التجمعات وفي مقالات الصحف، أي الضغط والمشاركة في جميع مؤسسات الدولة التي لها علاقة بـ «المسألة الاجتماعية» بحيث تمت الموافقة على القوانين الاجتماعية التي تحسنت ظروف العمل والمعيشة للطبقات العاملة - وتم الالتزام بها فيما بعد، دون التخلي عن هدفه النهائي:«الاشتراكية»، مما يعني التحول الكامل للمجتمع. عندئذٍ شكلت تلك المبادئ التي حددت أساسًا لما أُطلق عليها في حقبة الجمهورية الإسبانية الثانية «الكابالارية»، والتي عرفها بعض المؤرخين بأنها «إصلاحية ثورية».
خلال عامين تضاعف عدد المنتسبين إلى UGT من حوالي 100,000 في 1918 إلى 200,000 في سنة 1920، وهو الرقم الذي استمر إلى نهاية العقد. ولأنه الأمين العام لـ UGT فقد كانت مهمة كابييرو الرئيسية هي الحصول على عمل موحد مع CNT لتكون خطوة سابقة «لدمج الطبقة العاملة بأكملها في منظمة وطنية واحدة»، وهو الاقتراح الذي تمت الموافقة عليه في المؤتمر UGT الثالث عشر 1918. وكان هذا في خضم حالة من الصراع الاجتماعي الشديد كما كانت السنوات التي تلت نهاية الحرب العظمى - في مدريد حيث برزت UGT وفي كاتالونيا والأندلس، خلال ما سمى بالبلشفية الثلاثية من الـ CNT. مع ذلك لم تنجح تلك المبادرة بسبب الاختلاف في الأيديولوجية (الأناركية «اللا سياسية» مقابل «التدخل الاشتراكي») والاستراتيجية. بالإضافة إلى ظهور هجمات الجماعات المسلحة في كاتالونيا التي رفضها الاشتراكيون، والذي أدى إلى انفصال منظمتي العمال، على الرغم من أنه تم توقيع اتفاق بين النقابتين في 3 سبتمبر 1920، «للتعامل مع الإجراءات الرجعية والقمعية التي تقوم بها العناصر السياسية وأرباب العمل في إسبانيا»، لكن هذا استمر ثلاثة أشهر فقط بسبب رفض UGT دعم 50 في المئة من البطالة في الإنتاج في جميع أنحاء إسبانيا استجابة للسياسة القمعية للحكومة وخاصة سياسة الجنرال مارتينيز أنيدو في برشلونة الذي عين حاكمًا مدنيًا لتلك المقاطعة في نوفمبر، فقام باضطهاد الأناركية النقابية التي جلبت مرحلة جديدة النزاع المسلح في كتالونيا.

العلم الحالي لمنظمة العمل الدولية.

والقضية الأساسية الأخرى التي اشغلت لارجو كاباليرو هي الانقسام الداخلي للاشتراكية الإسبانية بسبب النقاشات حول الاندماج في الأممية الثالثة التي أنشأها بلاشفة لينين في موسكو بعد انتصارهم في ثورة أكتوبر 1917. لقد كان لارجو كاباليرو أحد الزعماء الاشتراكيين الذين عارضوا بشدة دمج PSOE و UGT في الشيوعية الدولية، انتهى الأمر بمغادرة الفصيل الثالث حزب PSOE لتأسيس الحزب الشيوعي العمالي الأسباني (PCOE) في أبريل 1921.
لتأكيد الطابع الاشتراكي لـ UGT وPSOE شارك كابييرو بنشاط في إنشاء الهيئات العمالية الدولية التي ورثت الأممية الثانية، ومنها الاتحاد الدولي لنقابات العمال. وشارك في مؤتمر واشنطن في الفترة من 29 أكتوبر إلى 29 نوفمبر 1919 والذي انبثقت منه منظمة العمل الدولية (ILO) حيث انتخب عضوا في مجلس إدارتها، وتعاون بعد ذلك مع نظيره الأمين العام الفرنسي ألبرت توماس: كانت الرحلات التي قام بها إلى برن وأمستردام وواشنطن في 1919 هي أول الرحلات التي غادر فيها إسبانيا «متجاهلاً اللغات».

## التعاون مع الدكتاتورية وتشظي الاشتراكية (1923-1930)
كان التعاون مع الديكتاتورية موضوع نقاش داخلي شاق داخل PSOE و UGT، حيث دافع لارجو كابييرو المؤمن بالحفاظ على درجة من تعاون UGT مع الحكومة الديكتاتورية للجنرال ميغيل بريمو دي ريفيرا (التي استمرت من 1923 إلى 1930). التي كان عليهم أن يساهموا بالمسألة الاجتماعية. وبالتالي وافقت اللجنة التنفيذية لاتحاد العمال العام UGT على حضور الانتخابات لأعضاء العمال في اللجان المشتركة التي أنشأها الديكتاتورية لتنظيم علاقات العمل، وكذلك مشاركة PSOE و UGT في الانتخابات المحلية المتوقع إجراؤها -مع أن هذا لم يحدث- وفقًا لشكل التمثيل المؤسسي الذي وضعه النظام الأساسي البلدي الجديد والذي وافق عليه مجلس الإدارة مؤخرًا. في كل هذه القرارات، التقى دائمًا بمعارضة إنداليسيو برييتو الذي رفض التعاون مع النظام الديكتاتوري.

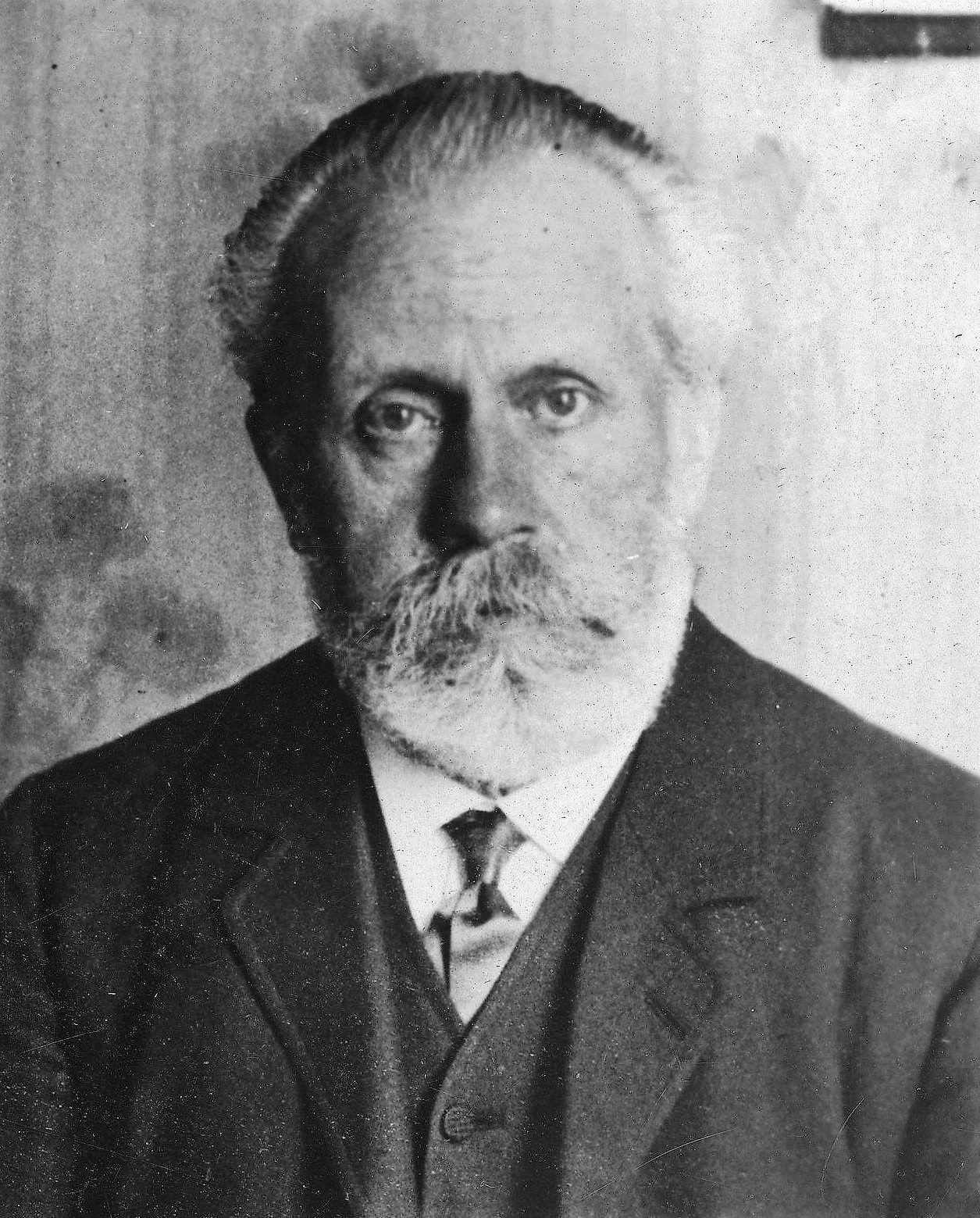
بابلو إغليسياس قبل وفاته في 1925 ببضع سنوات.

تشتت الاشتراكيين بعد قبول لارجو كابييرو الأمين العام لـ UGT وعضو المجلس التنفيذي لـ PSOE في أكتوبر 1924 عضوية في مجلس الدولة بصفته عضوًا في مجلس العمل الذي استحوذ على معهد الإصلاحات الاجتماعي، نظرًا لأن كلا من اللجان الوطنية لـ UGT و PSOE دعموا في الغالب موقف كابييرو مما عمق التشتت فاستقال إنداليسيو برييتو من منصبه في اللجنة التنفيذية في حزب العمال الاشتراكي (PSOE) احتجاجا. وفي خضم التمزق الداخلي جاءت وفاة بابلو إغليسياس مؤسس الحزب الاشتراكي PSOE واتحاد العمال العام UGT في 9 ديسمبر 1925. شغل جوليان بيستيرو منصب رئيس PSOE و UGT الذي دعم في ذلك الوقت التعاون مع الديكتاتورية التي دعا إليها لارجو كاباليرو.
في صيف عام 1926 أعيد فتح النقاش الاشتراكي الداخلي بمناسبة دعوة بريمو دي ريفيرا للمشاركة بتشكيل برلمان تعاوني، أطلق عليه اسم الجمعية الاستشارية الوطنية في 12 سبتمبر 1927 لمناقشة مشروع الدستور الجديد. وبدا بعدها التعاون السياسي واضحًا وأن التمثيل فيه لن يكون تعاونيا بل فرديا وبيد الحكومة التي لها الحق بتعيين من تريد. فهذا الأمر منع UGT من اختيار ممثليها بحرية، مما مكن القطاع المعارض للمشاركة بقيادة إنداليسيو برييتو من فرض نفسه في المؤتمرات الاستثنائية لـ PSOE و UGT من 7 إلى 8 أكتوبر 1927، لذلك أعلن الاشتراكيون أنهم لن يشاركوا في الجمعية الاستشارية الوطنية، مما سبب بخيبة أمل عميقة لبريمو دي ريفيرا، فكانت بداية نهاية التعايش بين الحركة الاشتراكية الإسبانية وديكتاتورية بريمو دي ريفيرا. ووقعت القطيعة النهائية مع الديكتاتورية سنة 1929 بعدما وضعت المسودة الأولية لدستور الاستبداد الجديد الذي قدمته الجمعية الاستشارية الوطنية في 6 يوليو. وقد رفض كلا من PSOE و UGT ذلك وطالبوا بوضع دستور ديمقراطي أصيل، والذي اعتقدوا أنه سيكون ممكنا مع مجيء الجمهورية. وفي محاولة أخيرة لإدماج الاشتراكيين في مشروعه عرض بريمو دي ريفيرا عليهم خمسة مقاعد في الجمعية، لكن الاشتراكيين رفضوا ذلك في بيان لهم بعنوان «الرأي العام يصنع الشعب» في 13 أغسطس. واستمر لارجو كاباليرو في الدفاع عن التعاون، وعن إرادة «تحقيق أهدافنا لدولة جمهورية للحرية والديمقراطية، حيث يمكننا تحقيق القوة السياسية الكاملة التي تتوافق مع قوتنا الاجتماعية المتنامية». وبعد سقوط الديكتاتورية انضمت PSOE و UGT إلى ميثاق سان سيباستيان الذي نشأ منه اللجنة الثورية التي أصبحت بعد إعلان الجمهورية الإسبانية الثانية في أبريل 1931 وإنشاء الحكومة المؤقتة للجمهورية الإسبانية الثانية.

## الجمهورية الثانية (1931-1936)

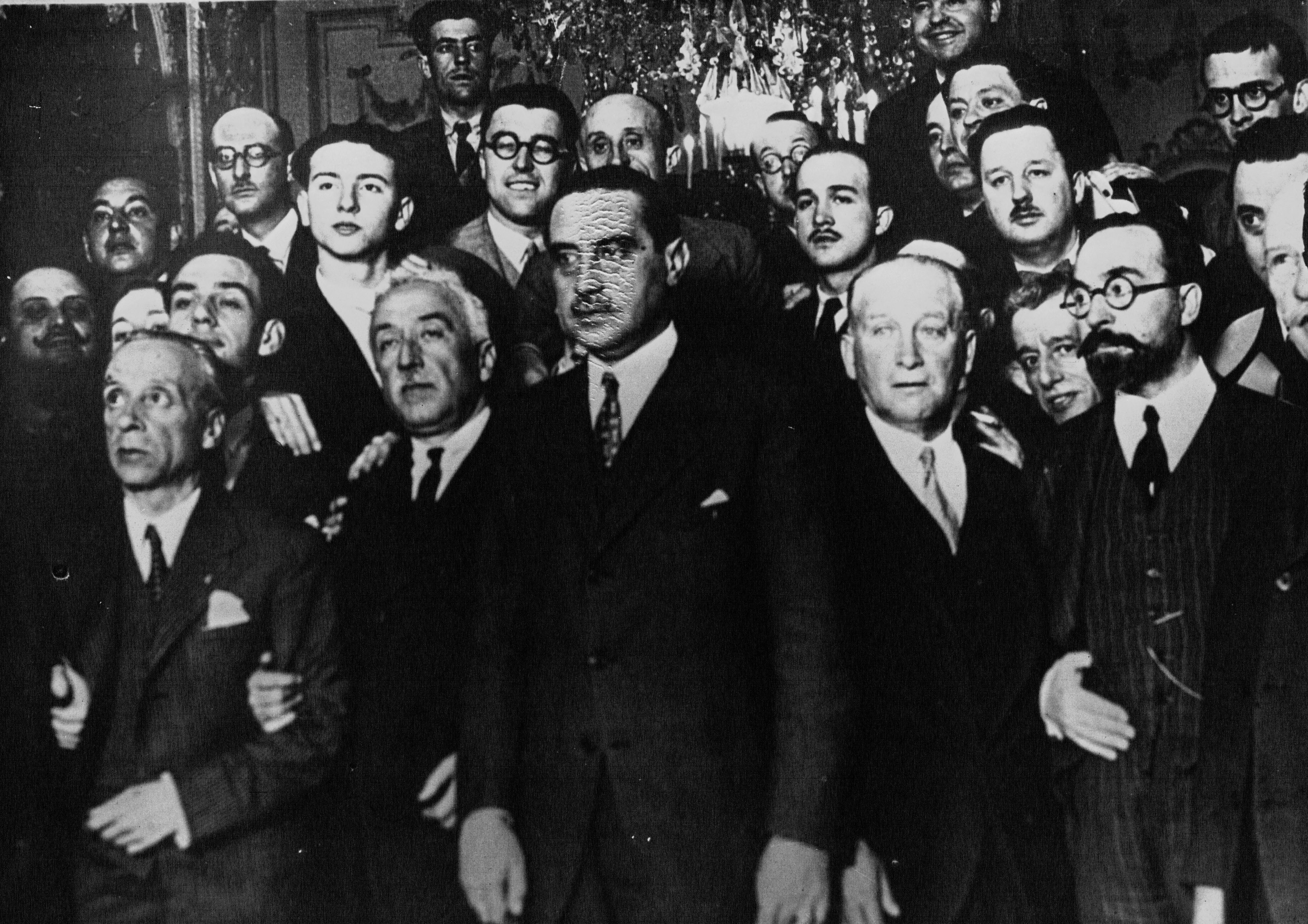
لارجو كابييرو سنة 1931، وتحيط به أعضاء الحكومة المؤقتة للجمهورية الثانية.

بصفته عضواً في «اللجنة الثورية» للجمهوريين الاشتراكيين المنبثقة من ميثاق سان سيباستيان، فبعد إعلان الجمهورية الإسبانية الثانية في 14 أبريل 1931 أصبح جزءًا من الحكومة المؤقتة حيث تولى وزارة العمل، وهو منصب شغله في فترة السنتين الأولى برئاسة مانويل أثانيا، ومنه أطلق إصلاحات اجتماعية وعمالية مهمة مثل قانون عقود العمل ومراسيم السخرة والبلديات، ومدة 40 ساعة من العمل، وإنشاء هيئات محلفين مختلطة من أجل حل النزاعات العمالية.
بعد تمزق الائتلاف الجمهوري-الاشتراكي بعد هزيمة اليسار في انتخابات في سبتمبر 1933 بدأ كابييرو إلى التخلي عن «الطريقة البرلمانية» لصالح «الطريقة الثورية» لتحقيق الاشتراكية من خلال العنف. فقام أنصاره بطرد جوليان بيستيرو وغيره من القادة الاشتراكيين الآخرون ممن عارض الاستراتيجية «الثورية» من اللجنة التنفيذية لـ UGT. فاجتمع لدى لارجو كاباليرو في تلك اللحظة مناصب رئيس PSOE مع منصب الأمين العام لUGT بالإضافة إلى كونه القائد الأكثر شهرة أمام الشباب الاشتراكي.

### ثورة 1934
بدأت الفرصة بالتمرد بعد انتهاء الإجازة البرلمانية في 1 أكتوبر 1934، عندما أبلغت CEDA بأنها ستسحب دعمها لحكومة ريكاردو سامبر يمين الوسط مالم تكن جزءًا من الحكومة. أوكل ألكالا زامورا حل الأزمة إلى زعيم الحزب الجمهوري الراديكالي أليخاندرو ليروكس الذي وافق على مطلب سيدا وشكل الحكومة الجديدة في 4 أكتوبر مع ضم ثلاثة وزراء منهم. فأعلنت في نفس اليوم اللجنة الاشتراكية المتحدة الإضراب الثوري العام الذي بدأ في الساعة 0 من يوم 5 أكتوبر. امتنع CNT الذي لعب دور البطولة في التمرد الأناركي في ديسمبر 1933 عن دعم الدعوة باستثناء منطقة أستوريا.
اندلعت ثورة اليسار الشاملة بعد دخول ثلاثة وزراء من حزب سيدا CEDA اليميني في حكومة أليخاندرو ليروكس في أكتوبر 1934، التي تضامن معهم الاتحاد الوطني للعمل (CNT) فقط في ثورة أستورياس حيث قاد التمرد عمال المناجم الاشتراكيين والفوضويين والشيوعيين. كان لدى عمال المناجم أسلحة وديناميت وكانت الثورة جيدة التنظيم. أعلنت الجمهورية الاشتراكية في عدة مواقع، وتعرضت مواقع الحرس المدني والكنائس والمباني البلدية وغيرها للهجوم. وخلال ثلاثة أيام أضحت كامل منطقة أستورياس تقريبًا بيد عمال المناجم، بما في ذلك مصانع الأسلحة في تروبيا ولا فيجا. وفي غضون عشرة أيام شكل حوالي 30,000 عامل جيش أستوريان الأحمر. كانت هناك أعمال نهب وعنف لا تعزى إلى التنظيم الثوري. لكن القمع كان قويا جدا بحيث وجد الثوار مقاومة من الحكومة اعتبرت أن الثورة هي حرب أهلية على كل الحكم، ولا يزالون غير مدركين أن عمال المناجم بدأوا بالتفكير من ميريس باحتمال مسيرة إلى مدريد.
بعد قمع تلك الثورة اعتقل كابييرو باعتباره قائد لها في 14 أكتوبر. ثم وافق الكورتيس على طلب المحاكمة برفع الحصانة البرلمانية عنه. وفي 10 نوفمبر اتهمته المحكمة العسكرية بارتكاب جريمة تزعم تمرد. فقدم الدفاع عنه في فبراير 1935 استئنافاً للمحاكمة من قبل الغرفة الثانية في المحكمة العليا وليس أمام محكمة عسكرية بالنظر إلى وضعه كنائب ووزير سابق. تم الرفض من حيث المبدأ الاستئناف حتى إجراء محاكمة شفوية في نوفمبر 1935، فبقي كابييرو في سجن مدريد النموذجي مع زملائه الآخرين من قيادة UGT و PSOE، بحيث انعقدت اجتماعات المديرين التنفيذيين لكلا المنظمتين هناك. ونال تصريح بالخروج لمدة عشرين يومًا في أكتوبر 1935 بسبب مرض زوجته كونسبسيون كالفو الخطير، حيث ماتت في 11 أكتوبر في مصحة تبادل العمال الاشتراكيين الذي أنشأه لارجو كاباليرو نفسه. وقد حضر الجنازة العديد من السياسيين، بما في ذلك ميغيل مورا ومانويل أثانيا.
بدأت المحاكمة الشفوية في 25 نوفمبر، فطالب مدعي العام للجمهورية الذي وصف الجريمة التي ارتكبها لارجو كابييرو بالتمرد العسكري والذي طالب من أجله بانزال عقوبة ثلاثون سنة من السجن. ومن جانبه طلب المحامي تبرئة المدعى عليه. وتابعت الصحافة المحاكمة على نطاق واسع. وفي 30 نوفمبر، برأت المحكمة لارجو كاباليرو من جميع التهم لعدم كفاية الأدلة وأُطلقت سراحه من السجن بعد بضعة أيام.

### الجبهة الشعبية

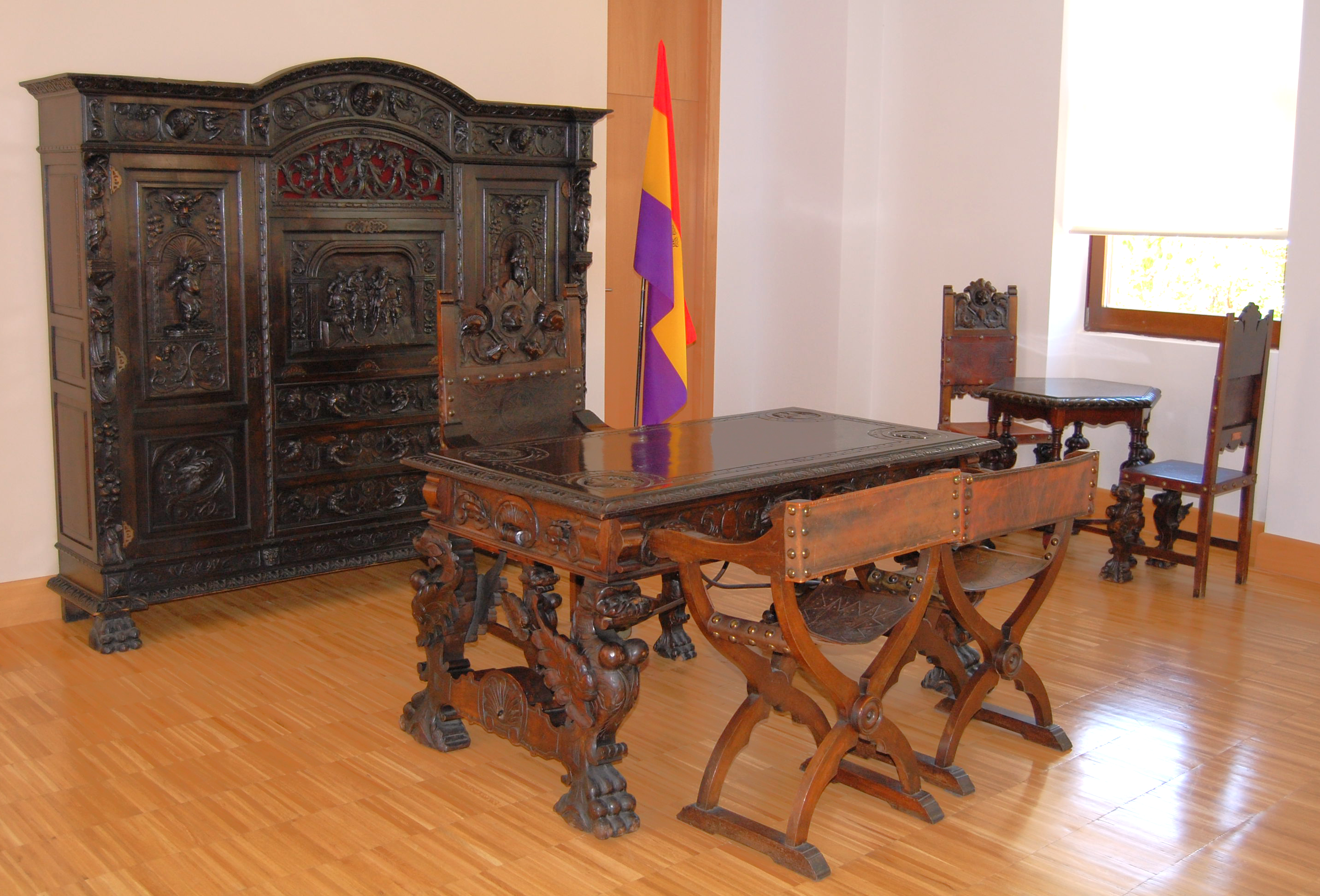
مكتب فرانسيسكو لارجو كاباليرو ، في الكالا دي إيناريس.

أيد كابييرو التحالف بين مختلف النقابات والأحزاب العمالية وإبرام اتفاق مع الحزب الشيوعي ونقابة CNT، مما أدى إلى مواجهته مع القادة الاشتراكيين الآخرين، وخاصة إنداليسيو برييتو. مما أكسبه الموقف المدني العنيف والمقاتل لقب «لينين الأسباني».
شارك بنشاط في حملة انتخابات فبراير 1936 للدفاع عن الجبهة الشعبية. وفي اجتماع حاشد عقد في ليناريس في 20 يناير 1936 قال فيه:
وفي مارس 1936 قام أحد الإرهابيين الفلانخيين بإطلاق النار على نافذة من منزله. لم يصب لارغو كاباليرو بأذى ولكن رصاصة مرت فوق رأس إحدى بناته. احتج المدير التنفيذي لجهاز الأمن السياسي أمام الحكومة لتكرار الهجمات التي ارتكبت ضد قادتهم (قبل أيام قليلة من محاولة اغتيال النائب لويس خيمينيز دي أسيا).

### رئيس الحكومة في الحرب الأهلية (1936-1939)

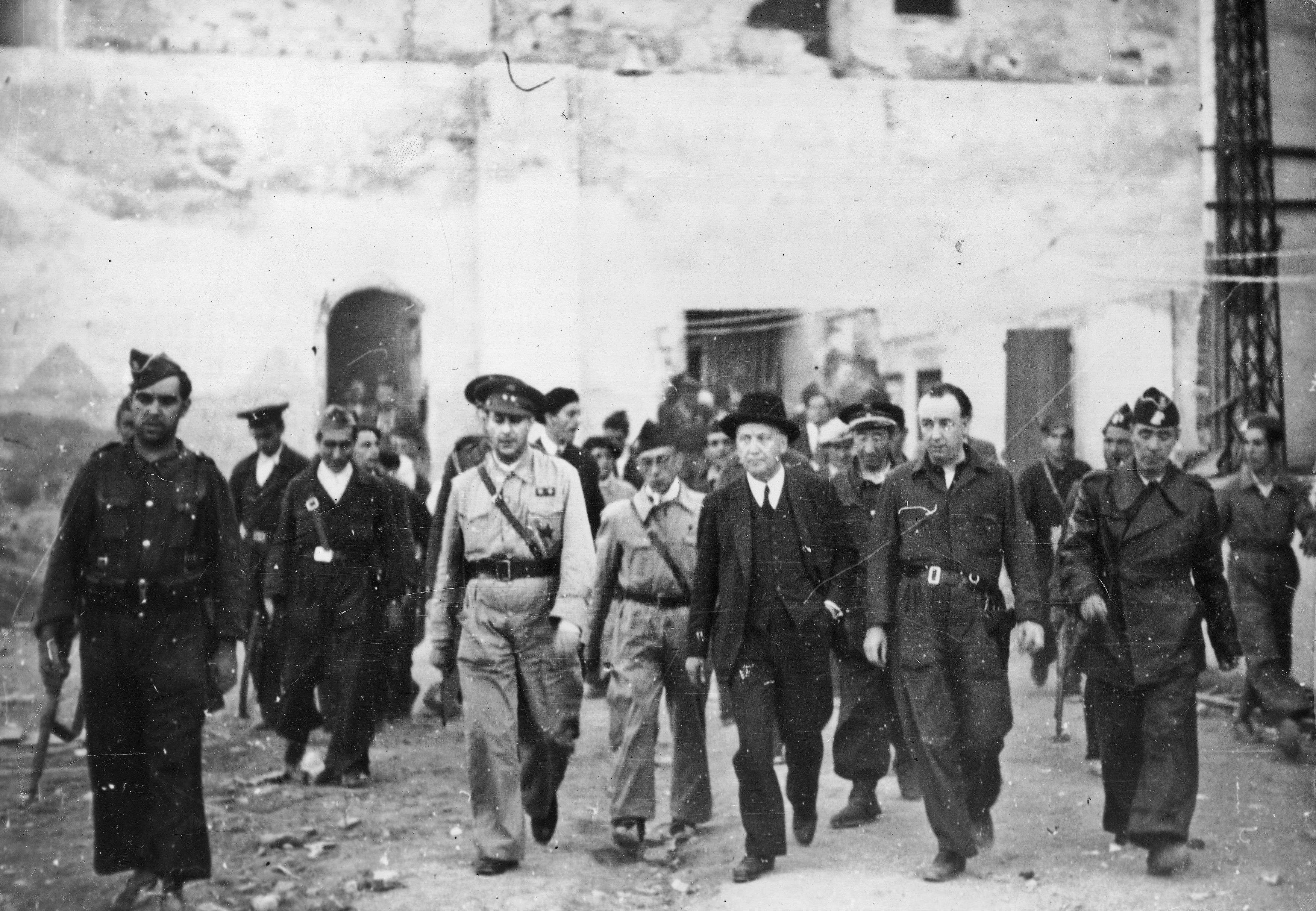
فرانسيسكو لارجو كابييرو يزور حصار الكازار وبرفقته ضباط ورجال الميليشيا.

عندما اندلعت الحرب الأهلية الإسبانية في 18 يوليو 1936، تولى لارجو دورا رائدًا بين قادة الحزب الاشتراكي PSOE، وحارب للحفاظ على التماسك داخل الحركة الاشتراكية. واقتناعا منه بأن وحدة المعايير داخل الأحزاب اليسارية هي أساسية لوقف تمرد الجبهة القومية، وحاول كابييرو تجنب الخلافات داخل الجانب الجمهوري وسعى إلى التعاون المتبادل لـ PSOE مع PCE وPOUM، وحاول عبثا من الحزبان أن يتجاوزا خلافاتهم
بعد انهيار حكومة غيرال في 4 سبتمبر 1936، وفي خضم الحرب الأهلية تم تعيين كابييرو رئيسًا للحكومة، وهو أول شخص من حزب عمالي تولى هذا المنصب في إسبانيا. وتولى كذلك وزارة الحرب، حيث أعاد بناء الدولة جزئيًا من خلال دمج الميليشيات العمالية الاشتراكية والشيوعية والفوضوية في الألوية المختلطة.
حاول لارغو كاباليرو القضاء على التطوع العشوائي وسلطة الميليشيات عند توليه قيادة الحكومة وإلحاقهم ليكونوا جهازا في إدارته، بدعم من الاتحاد السوفيتي والحزب الشيوعي الستاليني. وبصرف النظر عن مجرى الأحداث، فقد كان همه الأكبر هو الحفاظ على الانضباط في الجيش المنظم حديثًا وابقاء سلطة الحكومة المركزية داخل المنطقة الجمهورية بأي ثمن، معتبرًا أنه بدون القوات النظامية ومدربة جيدا سيكون من المستحيل على الجمهورية هزيمة المتمردين.
ومع ذلك بدأ لارجو كابييرو في إظهار سخطه من جهود الحزب الشيوعي الإسباني PCE بفرض المتشددين الشيوعيين في المناصب الرئيسية للحكومة، ورفض ضغوط المستشارين العسكريين السوفيت بقبول مطالب PCE، مما حدا بالحكومة السوفييتية برفض سلطة كابييرو. وبالمقابل ظهر السخط العام في منطقة نفوذ الجمهورية بسبب سقوط ملقة بيد الوطنيين (فبراير 1937)، ثم نجاح هجومهم في بسكاي (أبريل 1937)، تلك الإخفاقات التي استغلها خصوم لارغو: الحزب الشيوعي الإسباني (PCE) والجناح الموالي لمنافسه إنداليسيو برييتو في الحزب الاشتراكي العمالي الإسباني PSOE.

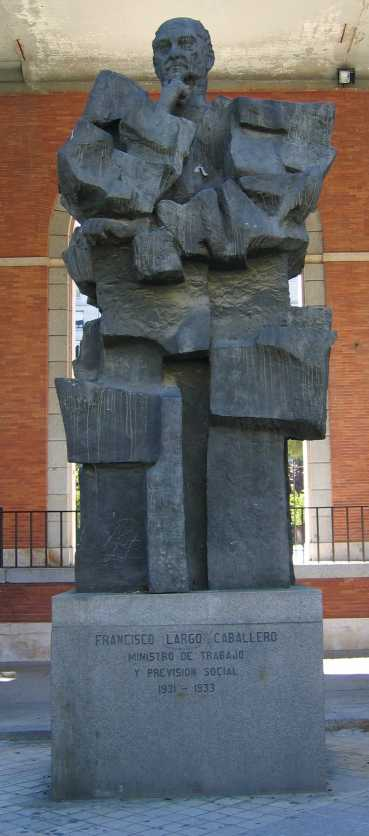
نصب تذكاري للارجو كابييرو.

اندلعت أحداث مايو 1937 في برشلونة عند نقل مقر الشرطة من مبنى Telefónica الخاضع لسيطرة الاتحاد الوطني للعمل مما أدى إلى مواجهة بين PSUC من ناحية وبين CNT و POUM من ناحية أخرى. وبسبب رفضه التوقيع بحظر POUM أمام الضغوط السوفيتية، بالإضافة إلى تكرار الهزائم بالحرب، فقد استغل خصوم كابييرو (من الاشتراكيين الموالين لإنداليسيو برييتو والحزب الشيوعي واليسار الجمهوري) بموافقة كاملة من مانويل أثانيا لتكون ذريعة بإثارة أزمة حكومية وإجبار كابييرو بالاستقالة، الذي استبدل بالدكتور خوان نيغرين، وهو اشتراكي أيضًا. أما بقية حروب لارجو كابييرو فكانت الاحتجاج على زيادة النفوذ الشيوعي داخل حكومة الجمهورية، لكنه عاجز عن منعها بسبب اقصائه عن جميع السلطات، بما في ذلك داخل PSOE، لذلك رفض حضور جلسات الكورتيس التي انعقدت بعد سقوطه.

## النفى ثم الاعتقال النازي (1939-1946)
قبل دخول قوات فرانكو برشلونة بأيام قليلة، غادر لارجو كابييرو ومعه عائلته المدينة التي كان يعيش فيها منذ أواخر 1938 للذهاب إلى الحدود الفرنسية، التي عبرها يوم 29 يناير 1939. وبعد أن استقر مع بناته الثلاث وشقيقته «السيدة ماريا» -سُجن إبنيه في منطقة المتمردين- في شقة صغيرة في باريس. هناك تمكن من البقاء على قيد الحياة بفضل مساعدة الاتحاد الدولي لنقابات العمال وبعض الأصدقاء من الدول الأوروبية والأمريكية ومن أصدقائه الإسبان في المنفى مثل رودولفو لوبيس.
خلال الأشهر الخمسة عشر التي قضاها في باريس امتنع كابييرو عن المساهمة في النشاط السياسي بين الاشتراكيين المنفيين، لذلك لم يتدخل في النزاع العنيف بين نيغرين واتباعه وبين رامون لامونيدا ومعه خصوم نيغرين يقودهم إنداليسيو برييتو، لأنه كان ينظر إلى كلا الزعيمين على قدم المساواة. وهو موقف لم يفهمه أتباعه الخاصيين الذين انضموا إلى برييتو. كما تجاهل التوصيات التي طرحت عليه بالرحيل إلى أمريكا -ابنته كونشا تعيش في المكسيك- أو على الأقل مغادرة باريس للانتقال إلى ألبي الأكثر أمانًا، حيث فيها رودولفو لوبيس مع أسرته، خاصةً عند اندلاع الحرب العالمية الثانية في سبتمبر 1939 أي قبل شهر من عيد ميلاده السبعين. وصرح لارجو كابييرو لاحقا أنه اتخذ قرار بقائه في فرنسا لأنه «لايوجد ما يبرر ترك طفليه في إسبانيا في حوزة العدو».

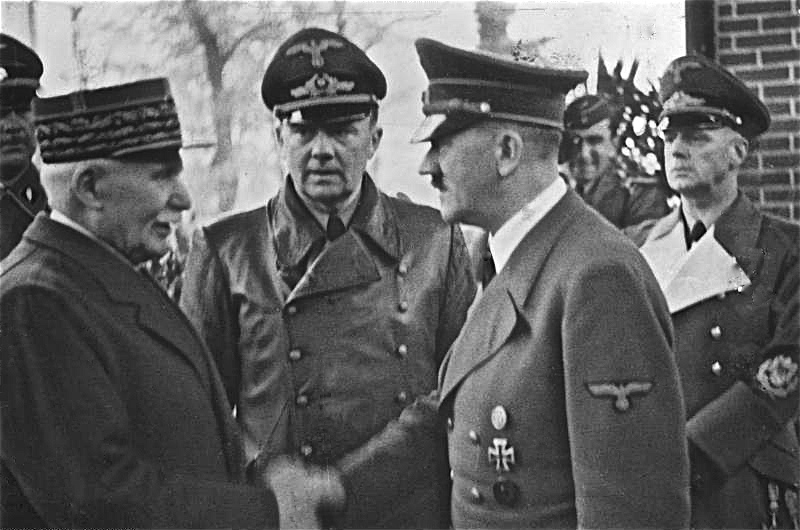
لقاء المارشال بيتان مع أدولف هتلر في أكتوبر 1940.

بعد قيام ألمانيا النازية بغزو فرنسا في مايو 1940، وقبل يومين فقط من دخول القوات الألمانية العاصمة الفرنسية، وخوفا من أن يقبض الجستابو عليه ويسلمونه إلى الجنرال فرانكو، غادر لارجو كابييرو باريس ومعه ابنتيه كارمن وإيزابيل وأخته ماريا متجها إلى ألبي، التي وصلها بعد خمسة أيام. وبعد فترة وجيزة استسلمت فرنسا وشكلت حكومة فيشي المتعاونة برئاسة المارشال بيتان الذي ألغى الجمهورية الفرنسية الثالثة، لذا ألقت الشرطة القبض على كابييرو وعائلته، حيث احتجزوا في منزل ريفي صغير على بعد حوالي ثلاثين كيلومتراً من ألبي تحت الحراسة، لمدة شهر بعد انتقالهم إلى منزل متهالك في مدينة تريباس ليه باين على بعد عشرة كيلومترات من ألبي. وفي يناير 1941 نقل هذه المرة برفقته ابنته الصغرى كارمن فقط ولم يسمح لابنته الأخرى إيزابيل وخالتها بمرافقتهما، حيث ذهبتا للعيش في ألبي مع عائلة رودولفو لوبيس الذي هو أيضا محتجزاً في شامبون لو شاتو بالقرب من بلدة كروك في مقاطعة لا كروز الباردة.
وخلال حبسه قدمت الحكومة المكسيكية بناءً على طلب من حكومة المنفي وكونشا لارجو - الابنة الكبرى لكابييرو التي تعيش في المكسيك - بنشاط دبلوماسي مكثف من خلال سفيرها في فرنسا للحصول على تأشيرة من حكومة فيشي للسماح بلارجو كابييرو وعائلته بمغادرة البلاد للإقامة في المكسيك، لكن جهودهم باءت بالفشل. وفي الوقت نفسه قدمت حكومة الجنرال فرانكو طلبًا للتسليم ضد لارجو كاباليرو في مايو 1941 أمام نظام فيشي، لذلك نُقل في 29 أكتوبر إلى سجن أوبيسون أولاً ثم ليموج لاحقا: حيث تم التوقيع على معاهدة تسليم المجرمين مع المدعي العام للمحكمة العليا، وجرى اتهام لارجو كابييرو بارتكاب جرائم مزعومة مثل "التحريض المباشر على ارتكاب جرائم لا تعد ولا تحصى"، والموافقة -"مع القدرة على تجنب ذلك "- على استخدام مايسمى تشيكا، وتشجيع "ارتكاب أعمال السطو والنهب التي ازداد فاعلوها في فرنسا...».
بفضل المساعدة المالية للسفارة المكسيكية وحكومة المنفى في المكسيك برئاسة إنداليسيو برييتو، تم توظيف محام فرنسي مرموق للدفاع عن كابييرو في محاكمة تسليم المجرمين في نوفمبر 1941. وفي نفس السياق رد على طلب التسليم الذي قدمته حكومة فرانكو ضد الزعيمة والوزيرة الفوضوية السابقة فيديريكا مونتسيني. وفي كلا الحالتين رفضت محكمة ليموج التسليم. لم يعود كابييرو إلى السجن ولكنه كان محجوزًا في أحد فنادق السبا الذي أنشئ كسجن فيإقليم أرديش، عندما تم تطبيق مرسوم يتعلق بـ «الأفراد الذين يشكلون خطراً على الدفاع الوطني وأمن الدولة»، ومن هناك في فبراير 1942 رحِّل إلى فندق أقيم ليكون مركز للحبس في نويونس في إقليم دروم حيث كان قادرًا على مقابلة ابنته كارمن وأخته ماريا حيث غادرت ابنته الثانية إيزابيل إلى المكسيك.

### اعتقاله في الجستابو

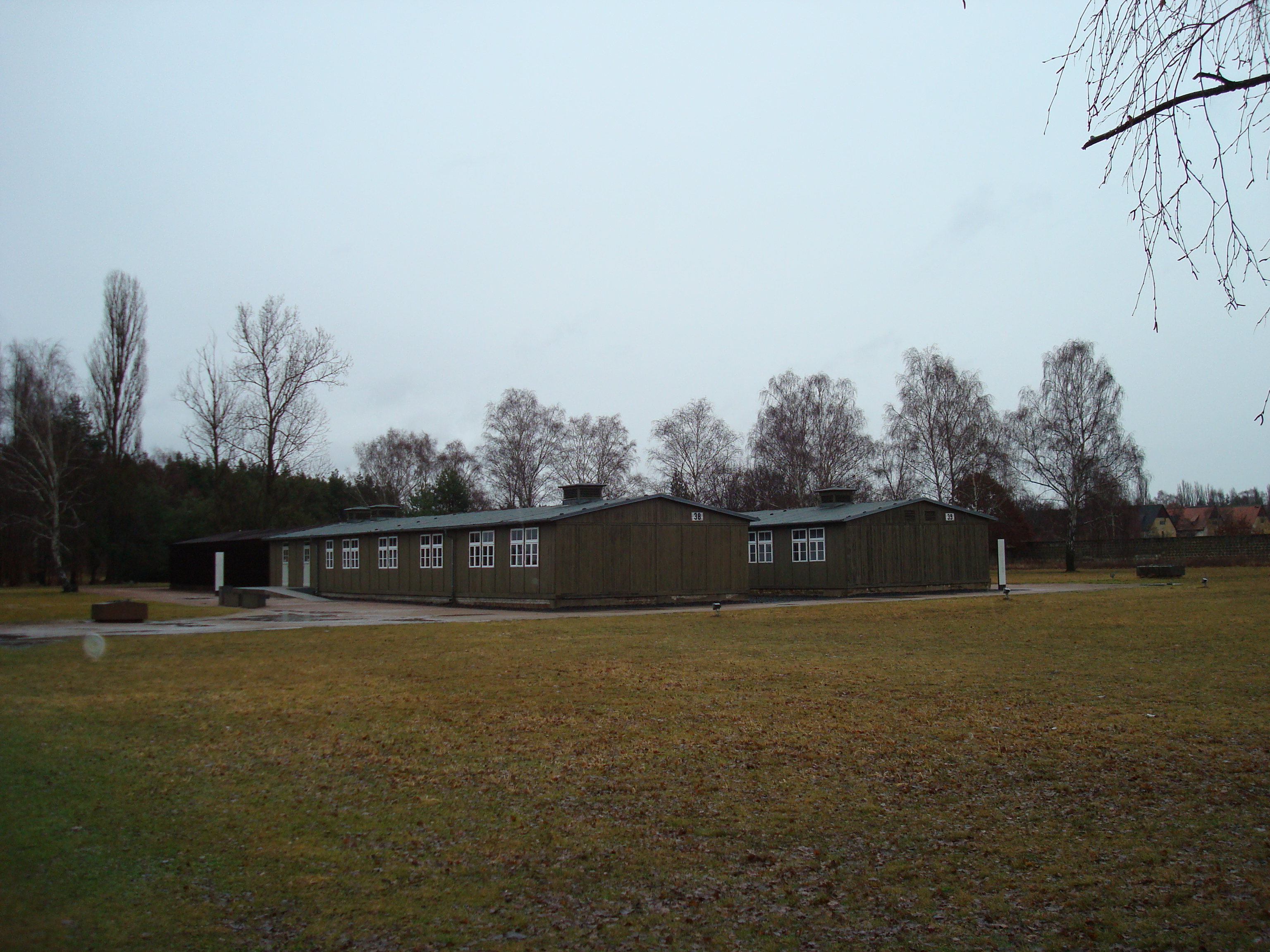
ثكنات معسكر الاعتقال النازي في ساكسنهاوزن.

احتجز كابييرو سنة كاملة في نويونس حتى 20 فبراير 1943، حيث اعتقله الجستابو. وقد قاوم كابييرو البالغ من العمر 72 عامًا عملية الاعتقال صارخا:«اقتلوني اقتلوني الآن، هذا أسرع!». وقد نقل أولاً إلى مقر الجستابو في ليون، ومن المؤكد أن الذي استجوبه كان كلاوس باربي. ونقل بعدها إلى مقر الجستابو في باريس حيث تعرض لاستجوابات مكثفة خلال الأشهر الخمسة التي قضاها هناك. ثم أرسل في يوليو 1943 إلى برلين، حيث أكمل الجستابو استجواباته معه، وفي 31 يوليو أرسل إلى معسكر اعتقال ساكسنهاوزن النازي، في مقاطعة أورانينبورغ شمال برلين. «نظرًا لعمر السجين فقد كان محصوراً في مستشفى المعسكر؛ هذا أنقذه من بعض المعاناة الإضافية، لكنه لم يحسن نظامه الغذائي أو ينقذه من مشاهدة الفظائع التي يراها، كما قال هو نفسه لاحقًا.
بقي في معسكر ساكسنهاوزن لعامين تقريبًا، حتى في 24 أبريل 1945 أي قبل أسبوع من انتهاء الحرب العالمية الثانية عندما قامت وحدة تابعة للجيش الأحمر البولندي بتحرير المعسكر. وأقام لارجو كاباليرو في برلين حيث أمضى أربعة أشهر تقريبًا حيث تمت دعوته لزيارة موسكو، ولكنه رفض العرض - في نفس الوقت. الوقت الذي انعقد فيه مؤتمر بوتسدام بالقرب من العاصمة الألمانية حيث ناقش المنتصرون في الحرب سياسة الاستمرار مع نظام فرانكو. أخيرًا نقل من مكانه عبر الطائرة إلى باريس في 15 سبتمبر 1945، حيث أقام مؤقتًا في منزل أحد أصدقائه القدامى.

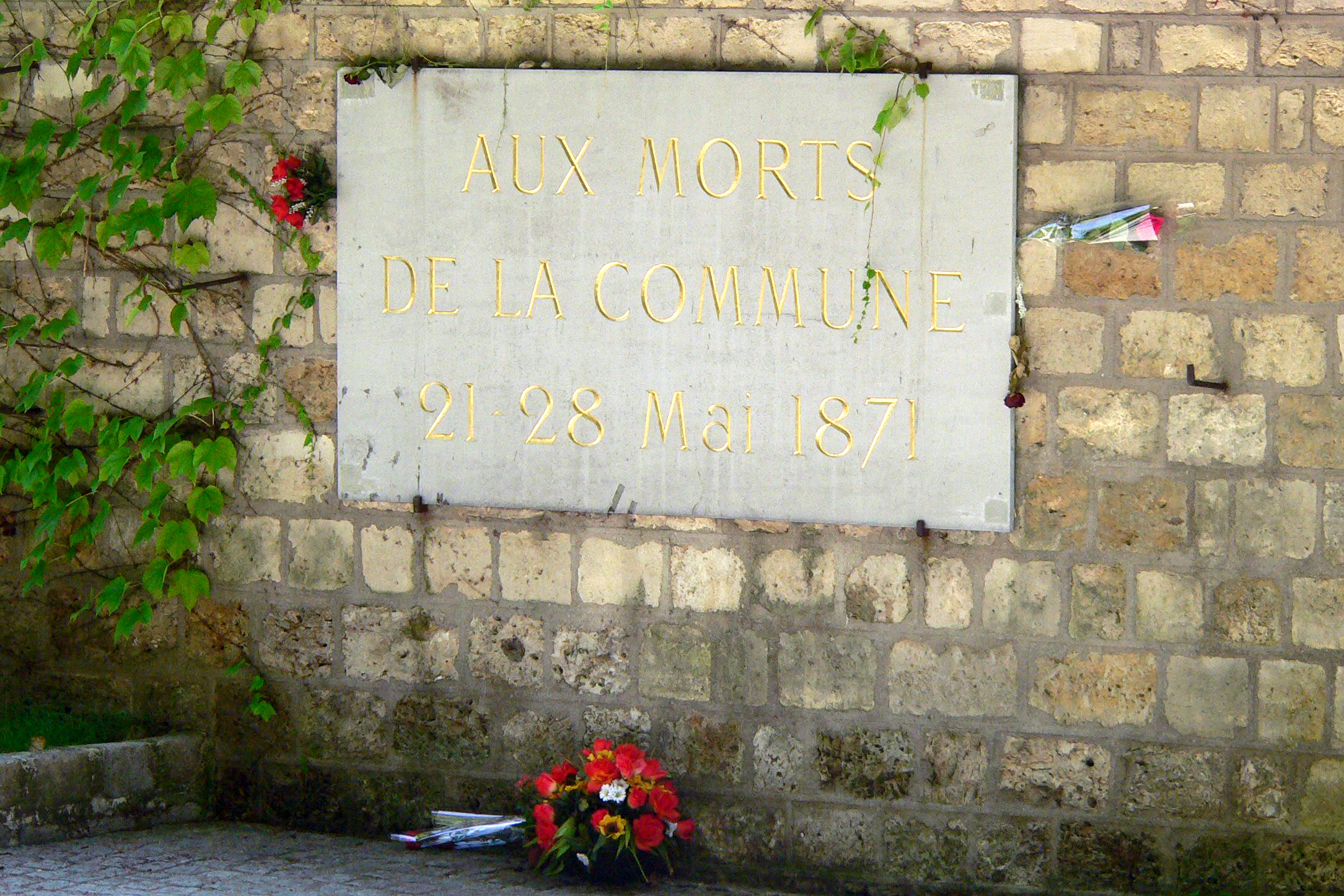
لوحة تحية من كومونة باريس معلقة على سور مقبرة بير لاشيز في باريس، حيث دفنت جثة لارجو كابييرو.

على عكس الصمت الذي التزم به خلال الأشهر الأولى من المنفى، فإنه عند عودته إلى باريس بعد اعتقاله في ألمانيا، قد شارك بفعالية في النقاش الذي كان يجري في ذلك الوقت في حكومة المنفى حول إستراتيجية المتابعة لوضع حد لنظام فرانكو، بمجرد هزيمة حلفائه إيطاليا الفاشية وألمانيا النازية. دون مناقشته سابقًا وافق لارجو كباييرو على اقتراح إنداليسيو برييتو القائل باستحالة استعادة الجمهورية، وأن الهدف التالي يجب أن يكون تهيئة الظروف للشعب الإسباني للتعبير عن نفسه بحرية في استفتاء. فلم يتمكن برييتو من وضعها موضع التنفيذ، بسبب إصابة كباييرو الشديدة بالفشل الكلوي نهاية يناير 1946. وفي 4 فبراير عانى من المغص الكلوي الذي لم يعد يتعافى منه. في التاسع تم إدخاله إلى عيادة تم فيها إزالة كليته اليمنى وبعد خمسة أيام تم بتر ساقه اليسرى لأنه مصاب بالغرغرينا. استمر في دخوله إلى العيادة نفسها حيث تحمل شهرًا ونصف. حتى توفي يوم السبت 23 مارس 1946 وبجانبه ابنته الصغيرة كارمن البالغة من العمر 20 عامًا، والتي رافقته دائمًا طوال فترة نفيه.
دفنت جثته في 27 مارس وسط حضور كبير للجنازة [أكثر من 20000 شخص]، وعدد لا يحصى من ممثلي النقابات السياسية والعمالية مع العربات والأعلام واللافتات، كانت تلك الجنازة أكبر من جنازة لأي قائد إسباني في المنفى...». حضر الجنازة القادة الاشتراكيون الإسبان القدماء ومعهم قادة الاشتراكية الفرنسية والكنفدرالية العامة للشغل CGT وممثل عن حكومة فرنسا، والعديد من السياسيين الأسبان المنفيين، وحضور الحكومة جمهورية المنفى برئاسة خوسيه جيرال. وكذلك حضر كلا من ميغيل مورا ودولوريس إيباروري وخوان نيغرين وأعضاء CNT. ودفنت جثته بمقبرة بير لاشيز في باريس، عند سفح الجدار الفيدرالي المخصص لشهداء لا كومونا. نُقلت رفاته إلى مدريد سنة 1978 مع انتقال إسبانيا نحو الديمقراطية، حيث تم الاحتفال بدفنه بحضور حوالي 500,000 شخص دعوتهم المنظمات الاشتراكية (PSOE - UGT - JSE).

## معلومة
1. ↑  قُبض على لارجو كاباليرو بمنزله في الساعة الثانية صباحًا، وأُرغم على مغادرة الفراش حيث كانت حرارته حوالي أربعين درجة بسبب إصابته بمرض التيفوس، ونقل إلى السجن. وكان كناليخاس يندد في البرلمان -وفقًا للحكومة- بوجود مؤامرة بدعم خارجي مقرها في بلباو»(Aróstegui - صفحة 89).
2. ↑  «واقعيا تولى كابييرو منصب رئيس الاتحاد منذ سنة 1916 بعدما عانى إغليسياس من مشاكل صحية خطيرة. وترأس معظم دورات اللجنة الوطنية منذ ذلك العام»(Aróstegui - صفحة 122).
3. ↑  «حضر لارجو كاباليرو الاجتماع التحضيري الذي عقد في برن في فبراير 1919 (حيث اتفق مع جوليان بستيرو الذي كان ذاهبا إلى العاصمة السويسرية لإعادة إعمار الأممية الثانية) وحضر مؤتمر أمستردام هذه المرة برفقة بستيرو لإعلان ولادة الاتحاد الاشتراكي الدولي الجديد في يوليو 1919»(Aróstegui - صفحة 168).
4. ↑  «من الواضح أن كاباليرو ادرك أهمية المشاركة النشطة في مهام المنظمات الدولية الرئيسية المكرسة لقضايا قانون العمل باعتبارها امتدادًا طبيعيًا للخط الإصلاحي للنقابة في إسبانيا. احتل التصديق على الاتفاقات من هذا النوع مكانًا مهمًا في عهده كوزير للعمل»(Aróstegui - صفحة 168).
5. ↑  La Vanguardia, 26 de noviembre de 1935, p. 28, La Vanguardia, 28 de noviembre de 1935, p. 25 y La Vanguardia, 1 de diciembre de 1935, p. 26
6. ↑  كان خروج لارجو كاباليرو من إسبانيا موضوع حملة واسعة من الصحافة الشيوعية ومن حزبه بالذات الذي أصدر مكتبه السياسي في 2 فبراير -قبل أربعة أيام فقط من خروج رئيس الجمهورية والحكومة أيضًا-قرارًا ذكر فيه:«يدين المكتب السياسي للطبقة العاملة والشعب الإسباني بالفرار المخزي للسيد لارجو كاباليرو من أرض الوطن، الذي يحيط به مجموعة صغيرة من أعداء وحدة الشعب الإسباني [و] من تنظيماتهم، لقد فعل الكثير وتمكن بيده من تخريب عمل الحكومة وكسر وحدة شعبنا ومقاومته التي توجها الآن منهزما ومعه عمله الإجرامي»(Aróstegui - صفحة 671).
7. ↑  «من الأهمية التي عزاها نظام فيشي منذ اللحظة الأولى إلى تفاهم جيد مع إسبانيا فرانكو هو وضع شخصيات الجمهورية الإسبانية اللاجئة في فرنسا ذات أنشطة سياسية في سجن أو حبس في أماكن حراسة. ناهيك عن التعامل الإجرامي للمحتل النازي [في جزء فرنسا الذي كان تحت سيطرتهم المباشرة]. وبالتالي فإن وجود لاجئ بأهمية الرئيس السابق لحكومة الجمهورية الإسبانية والقائد الرمز للاشتراكية الإسبانية في إقليم فيشي لن يغفل عنه في أي وقت.»(Aróstegui - صفحة 691).
8. ↑  «تعرض في سجن ليموج "لمعاملة قبيحة" شملت العري والبرد والجوع وهو في سن السابعة والسبعين وحالته الصحية محفوفة بالمخاطر، واستمر على ذلك مدة واحد وثلاثين يومًا"، وهي ظروف غير ملائمة لعمره المتقدم الحالة الصحية والتمثيل السياسي والاجتماعي ".»(Aróstegui - صفحة 700).
9. ↑  «في كتاب "رسائل إلى صديق (مذكراتي)"، الذي نشر بعد مرور ست سنوات على وفاته، كرس كابييرو فصلًا طويلًا بعنوان "جحيم معسكرات الاعتقال الألمانية". "قصص الرعب لا تذكر شيئًا جديدًا بالنسبة إلى ما كان معروفًا عن معسكرات الاعتقال النازي، ولكن هناك مقاطع ذات أهمية بسبب التاريخ المبكر لكتابتها. يتحدث كابييرو بصراحة عن القتل بإطلاق النار أو الشنق أو الاستحمام بالغازات السامة وأفران المحرقة.»(Aróstegui - صفحة 714).

## روابط خارجية
- فرانثيسكو لارجو كابييرو على موقع الموسوعة البريطانية (الإنجليزية)
- فرانثيسكو لارجو كابييرو على موقع مونزينجر (الألمانية)

- Francisco Largo Caballero (1869–1946), por Pablo Castellano (Tiempo de Historia, nº 9, 1975)
- La vuelta de Largo Caballero (1) y (2), por Pablo Castellano (Triunfo, nº 793, 1978)
- Especial del diario Público sobre la II República Española en su 80 aniversario: Protagonistas